# Historia de Ayerbe (siglo XIX)
El 6 de junio de 1808 en Bayona, José Bonaparte —hermano de Napoleón— fue proclamado Rey de España
En 1810 un enfrentamiento tuvo lugar en el convento de los padres dominicos de Ayerbe. Atrincherados los franceses en el convento fueron presionados a huir; las tropas nacionales no tuvieron otro remedio que prenderle fuego para que lo desalojaran.
El día 11 de octubre de 1811 llegó el general Mina a Ayerbe para sitiar y atacar a la numerosa guarnición francesa que se hallaba fortificada en el palacio del señor marqués de Ayerbe; los franceses tenían en el lugar un destacamento de gendarmería y durante un tiempo algunas compañías de otros cuerpos, con el fin de conservar las comunicaciones con Francia por Jaca y Canfranc; Después de varios ataques, Mina, tuvo noticia de que venían mil soldados franceses al mando del jefe Ceccopieri, en socorro de los sitiados; Mina obligó a levantar el sitio y salió al encuentro cerca de las murallas de Ayerbe, atacó al enemigo forzándolo a batirse en retirada para alcanzarlo en Plasencia del Monte. Se hicieron 308 muertos, 600 prisioneros de tropa y 17 oficiales.
El siglo XIX, fue crucial en general para todo el medio rural español, comenzó con la derogación en las Cortes de Cádiz (1812) del régimen señorial. No fue sin embargo inmediatamente puesta en práctica esta decisión sino que hubo que esperar a la década de 1840 para su completo desmantelado. E incluso una vez desmantelados jurídicamente los señoríos, la nobleza conservó buena parte de su influencia y riqueza en la zona, adaptándose a los nuevos derechos burgueses de propiedad de la tierra, poseyendo abundantes y ricas tierras hasta el comienzo del siglo XX. Otro acontecimiento clave de este siglo, muy ligado a la extinción del señorío, es el desarrollo del proceso desamortizador, que abarcó prácticamente toda la segunda mitad de la centuria aunque presentó algunos momentos de especial intensidad como el impulso que le dio el ministro Madoz hacia 1860.
En diciembre de 1813 en España: el rey Fernando VII subió al trono después de que Napoleón Bonaparte obligara a su hermano José a abdicar de la Corona de España
En 1813, en la retirada del ejército francés de España, 22.000 hombres pasaron por Ayerbe en su camino hacia Canfranc, con intentos de atropellos y saqueos que impidió el jefe de gendarmería.
IV Marqués - Pedro-Ignacio Jordán de Urríes y Palafox nacido en Zaragoza el día 31 de julio de 1791 y ya en edad juvenil tomó parte en la defensa de Zaragoza, como Ayudante de órdenes de su tío José de Palafox y Melci; luego fue designado Gentilhombre de Cámara y recibió la Cruz de Valençay, otorgada a título póstumo a su padre, así como la Gran Cruz de Carlos III. Alcanzó el grado de Coronel de Caballería de Guardias Españolas, ingresó en la Orden de Calatrava y fue Maestrante de Zaragoza. Se casó con María Luisa de Salcedo y Urquijo, de la que tuvo a Juan, Rafael y Luis (ambos Caballeros de Calatrava desde 1853). Murió el 16 de mayo de 1843 enterrándosele en su panteón de la iglesia de Nuestra Señora del Remedio de Ayerbe.

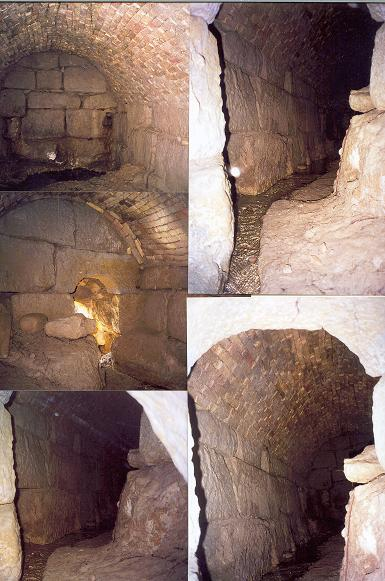
interior de la fuente de Los Tres Caños.

A la primera mitad de este siglo corresponde la obra de la fuente de Los Tres Caños, a la que se complementó con un considerable abrevadero para las bestias y lavadero público; este último fue el primero de los cinco con que contó Ayerbe.
El 29 de septiembre de 1833 en España: la reina Isabel II subió al trono a la muerte de su padre, Fernando VII
En 1845 Ayerbe tenía 442 casas y 2170 almas.
V Marqués - Juan Nepomuceno Jordán de Urríes y Salcedo nacido en Zaragoza el día 2 de abril de 1825. Senador del Reino, gentilhombre de Cámara, maestrante de Zaragoza, caballero de la Orden de Calatrava (1853). El día 10 de abril de 1850 se casó con Juana Ruíz de Arana y Saavedra y de ella nacieron Juan Nepomuceno, Luis, Domingo y Luisa, María-Pilar (casada en 1873 con Francisco de Asís Osorio de Moscoso y Borbón, Duque de Sesa, Marqués del Águila y Conde de Altamira y Trastámara, con Grandeza), Fernando (Marqués de Novallas, Secretario y Consejero de Embajada), José-María y Ramón. Otorgó testamento el año 1859 y murió al año siguiente.
Se acomete la obra de la acequia desde Fontoval hasta el Río Vadiello. El agua, además de para regar, sirvió para mover un molino harinero. Con los años se instalarían, en su curso, cuatro lavaderos públicos: La Canal, la Canaleta Alta, la Canaleta Baja o Cuartel y los Quiñones.
Disfrutaba Ayerbe de un molino de aceite de tres vigas y algunos telares de lienzos y sayales ordinarios.
El correo se recibía los domingos, martes y viernes. Salía los martes, jueves y sábados.
Tenía la villa una escuela de primera instrucción, de niños, a la que acudían con regularidad 135 alumnos. Contaba con un maestro y un pasante. Había otra escuela de niñas “en la que además de las labores propias del sexo”, se les enseñaba a leer, escribir y el catecismo. Acudían 120 alumnas para una sola maestra.
En 1852 se fundó la carnicería de Casa Juanico, que funcionó hasta 1936 que tuvo que cerrar por cuestiones políticas.
El 13 de abril de 1855, La antigua iglesia de Nuestra Señora del Remedio se inauguró como parroquia de San Pedro, después de repararse y acondicionarse con una subvención del Gobierno de la reina Isabel II, gracias a las activas gestiones del entonces párroco Don Jaime Borra y las diligencias practicadas por el ayerbense Don Mariano Soler, por entonces Magistrado de Pamplona.
En 1857 Ayerbe tenía 2.005 habitantes.
VI marqués - Juan-María Nepomuceno Jordán de Urríes y Ruiz de Arana nació en Zaragoza el Día 21 de febrero de 1851. grande de España, senador del Reino, maestrante de Zaragoza, Académico de la Real de Ristoña, caballero de Calatrava, Collar y Gran Cruz de Carlos III y embajador de España en Portugal y San Petersburgo. Casó con Caralampia Méndez Vigo y Arizcum, Condesa de Santa Cruz de los Manueles, de la que nació Juan Nepomuceno. Falleció el día 11 de mayo de 1908.
El día 27 de enero de 1861, salió a subasta el cuarto denominado El Saso, una partida perteneciente a los propios de Ayerbe y aldeas. Gana la subasta, como mejor postor, D. Manuel Soler Langlés y se hizo la compra con la facultad de ceder los derechos a terceros; Se dividieron 413 acciones repartidas de manera muy irregular entre un grupo de 211 personas. Treinta y tres años más tarde, el día 13 de febrero de 1894 y ante Notario, se constituyeron en Asociación.
19 de septiembre de 1868 en España: se produjo la Revolución de 1868 —apodada La Gloriosa— que derrocó a la reina Isabel II
19 de octubre de 1868 en España:, el gobierno establece la peseta como unidad monetaria.

## 1870 - 1879
El 2 de enero de 1871: en España, el rey Amadeo de Saboya juró solemnemente la Constitución.
El 11 de febrero de 1873 en España, las Cortes aceptan la renuncia al trono de Amadeo de Saboya. Se proclama la I República, siendo nombrado presidente de la misma Estanislao Figueras.
En el verano de 1873 llegaron cerca de Ayerbe los carlista cuyo principal objetivo era penetrar en la Villa, topándose con un pueblo armado y pronto a defender sus hogares que hizo a los carlistas desistir de ese propósito.
La noche del 19 al 20 de enero de 1874 llegó hasta Ayerbe la columna carlista mandada por el Brigadier Don Manuel López de Caracuel, compuesta del Escuadrón de Lanceros de Doña Margarita y del Batallón de caballería Almogávares de Nuestra Señora del Pilar, primero de Aragón; 800 hombres, de ordinaria permanencia por las Cinco Villas. La comandancia carlista de Sos del Rey Católico había pedido en repetidas ocasiones la contribución a la alcaldía de Ayerbe que siempre le fue negada por su alcalde d. Mariano Soler. Aprovecaharón los cabecillas carlistas Caracuel y Boet la orden de desarme del batallón de voluntarios de la libertad dispuesto por el gobierno de España tras el golpe faccioso dado por el general Pavia al legítimo gobierno de la República, el 3 de enero de 1874. El mismo 19 por la tarde salían dos carromatos cargados de armas para Huesca. Entraron los Carlistas y quemaron la correspondencia pública y el registro civil. Durante ocho horas de angustia, martirio y amenazas tuvieron los carlistas retenidos como rehenes a algunos ancianos y gran número de mujeres en un desván del Ayuntamiento. A las ocho de la noche del día 20 de enero, el gobernador militar de la provincia general Delatre con varias decenas de guardia civiles de a caballo supo ahuyentar de Ayerbe a los carlistas que se llevaron un botín de 10 000 pesetas y cuantos caballos pudieron replegar.
El 29 de diciembre de 1874 en España: el rey Alfonso XII fue proclamado rey de España por el general Martínez Campos.
A fines de octubre de 1875 volvió a ser visitada Ayerbe por otra partida de carlistas al mando de D. Francisco Santa Pau, que se rindió a la tropa que accidentalmente ocupaba la Villa.
El día 27 de diciembre de 1875 hicieron noche en Ayerbe los prisioneros carlistas de la partida Boet y de las facciones del Norte, que fueron aprehendidos por el general Delatre en unas operaciones por el noroeste de la provincia de Huesca y primeros pueblos contiguos de la de Navarra. Al día siguiente salieron para Huesca.
En diciembre de 1875 se abrió al público la estación telegráfica de Ayerbe.
El día 5 de junio de 1876, de cuarenta a cincuenta jóvenes ayerbenses, dieron gracias en la ermita de la Virgen de Casbas, después de participar y haber vuelto con vida de la Tercera Guerra Carlista.
El 2 de agosto de 1876 se dan noticias de la orden de un pago de 6.000 pesetas concedidas al Ayuntamiento de Ayerbe, como subvención para las obras de la nueva casa-escuela que estaba próxima a inaugurarse. El coste total de la obra rondó las 60.000 pesetas.
En octubre de 1876 se dan noticias de haberse abierto en septiembre nuevas escuelas. Pueden ser las de Losanglis que también eran de nueva fábrica.
1877 fue un año de penurias y general pobreza debido a la sequía y mala cosecha. En Ayerbe, el Ayuntamiento se limitó a solemnizar las Fiestas de Santa Leticia con los cultos religiosos de costumbre, suprimiendo los festejos y diversiones públicas. También la compra-venta en la Feria de San Mateo fue más escasa. Los caminos se llenaron de ladrones que asaltaban a los viandantes.
En diciembre de 1877 se dan noticias de que en un local de la escuela elemental de niños funciona la escuela nocturna de adultos. Los maestros daban las clases gratis, el Ayuntamiento pagaba la luz y el material de los niños no pudientes iban con cargo a la escuela de niños.
En 1878 se hacían fiestas en honor a San Babíl y San Pablo los días 23, 24 y 25 de enero
En 1879 en Ayerbe, el comercio, para solemnizar la llegada de los ingenieros españoles y franceses, para tratar de la nueva línea ferroviaria internacional (Zaragoza, Canfranc, Pau) celebró un banquete en la casa de don Gabriel Lizaba, al que asistieron don Liborio Nivela, don Benigno Ponz, don Ignacio Cinto, el alcalde don Pedro Corral, don Ramón Coiduras, don Manuel Laguarta, don Joaquín Gallego, don Agustín Ubieto, don Babil Coiduras, don José Duch, don Julián Carrascal, don Nicolás Arenas; siendo invitados don Juan Antonio Pie, agente de negocios
de la corte; don Manuel Gamo, director de EL DIARIO, y don Juan Luesma, exjefe de la Caja, de la Administración Económica de Zaragoza.
En las elecciones municipales de mayo de 1879 en Ayerbe sólo presentaron candidatos los demócratas posibilistas.
En octubre de 1879 el Ayuntamiento de Ayerbe acordó contribuir con la cantidad de 500 reales vellón para el alivio de los daños producidos por las inundaciones.

## 1880 - 1889
En la década de 1880, comenzaron grandes obras que en años sucesivos fueron dotando a la Villa de infraestructuras de utilidad pública: nuevas escuelas públicas a la que concurrían 200 niños y otras tantas niñas; contó el edificio, además de las aulas, con oficina para el Ayuntamiento, pisos para los maestros y para el alguacil; inicio de aceras y cloacas (calle Nueva) y construcción de un nuevo matadero.
El cuarto denominado La Sarda, cuyo fundo se hallaba en poder del Estado desde que empezó a regir la ley de 1 de mayo de 1855, fue ganado en subasta pública por D. Pedro Pérez Aguarod que hizo cesión de la finca a favor de 346 personas; El día 17 de diciembre de 1880 se aceptó la propiedad del monte y se hizo la escritura de Sociedad.
Hace algunos años que funcionaba la «Sociedad de recreo y beneficencia» dedicada a representar obras de teatro con actores y actrices ayerbenses aficionados.
En 1880 la cosecha de vino fue arruinada por el pedrisco.
En septiembre de 1880 las tres provincias aragonesas piden que se lleve a la próxima reunión de Cortes, el proyecto de ley de concesión de la línea férrea a Francia por Zaragoza, Huesca, Ayerbe, Jaca y Canfranc.
Durante las fiestas de Ayerbe de 1880 hubo gran animación; algunas aceras aparecieron rotuladas con lo siguiente inscripción acertijo: "A Canfranc o..." También pasearon un farol parodiando al periódico de Zaragoza: "¡Chin Chin!" en la que se leía: "A Canfranc o al charco."
En Ayerbe en 1881 fue hallado en una balsa el cadáver del octogenario Blas Auseré
Comienza 1881 con protestas de los pueblos de la carretera de Huesca a Francia por el novísimo servicio de correos montado por el sistema de bagajerías, a costa de los pueblos que han de conducir la correspondencia pública, obligación exclusiva del Estado. A Ayerbe le correspondía llegar hasta La Peña.
El 29 de marzo de 1881 fallece en Ayerbe d. Ildefonso Monreal, médico de la Villa y padre de d. Ricardo Monreal.
Ayerbe, el día 31 de diciembre de 1881 y los días 1 y 2 del siguiente enero celebró con gran fiesta la concesión del camino de hierro de Huesca a la frontera francesa.
El día 1 de enero de 1882 una procesión cívica recorrió las principales calles de la villa, celebrando la concesión de la línea férrea, formada por el siguiente concurso: los niños de las escuelas con multitud de pequeñas banderas todas con alusivos lemas, y los oficiales de los establecimientos de enseñanza que llevaban los niños Otal y Fontana. El gremio de labradores con un gran estandarte blanco con profusas franjas de oro, y en bordado los principales atributos del trabajo, con un saludo a los protectores de la línea férrea. Los artesanos con el suyo de iguales dimensiones del anterior, de tela de seda encarnada, y en relíebe de oro las herramientas de diferentes artes y oficios, leyéndose una felicitación de agradecimiento al gobierno. El comercio con estandarte de rico raso, colores nacionales, con el siguiente lema: "al Rey y su gobierno, el Comercio agradecido". Los estudiantes residentes en la población con motivo de las vacaciones, llevando una elegante bandera con los colores de las facultades de derecho, farmacia y medicina, formando un buen grupo de apuestos como discretos jóvenes. La sociedad dramática con estandarte rojo y adornos de hilo de oro, con significativos lemas, destacándose un buen retrato de Calderón de la Barca. El coro de niños con bandera que llevaba el adolescente Vicente Castro, cerrando la numerosa comitiva el Clero, Junta de festejos y Ayuntamiento, seguidos de la Charanga de la localidad. Cada enseña iba acompañada de animado séquito, divisándose entre los últimos un buen contingente de capacidades. El señor alcalde, don Pedro Corral, dio por terminado el acto con la lectura de un extenso telegrama de felicitación al gobierno y con vivas que fueron contestados con entusiasmo.
En Ayerbe la campiña sufrió bastante con el pedrisco del día 15 de julio de 1882.
El 13 de agosto de 1882 en parte de los términos de Ayerbe cayó un fuerte pedrisco que produjo grandes perjuicios principalmente en los viñedos. Esta nueva calamidad completó la aflicción de una comarca que confiaba atenuar las estrecheces económicas del año con los rendimientos del vino, cuya cosecha, aunque distaba mucho de próspera, no se presentaba mala.

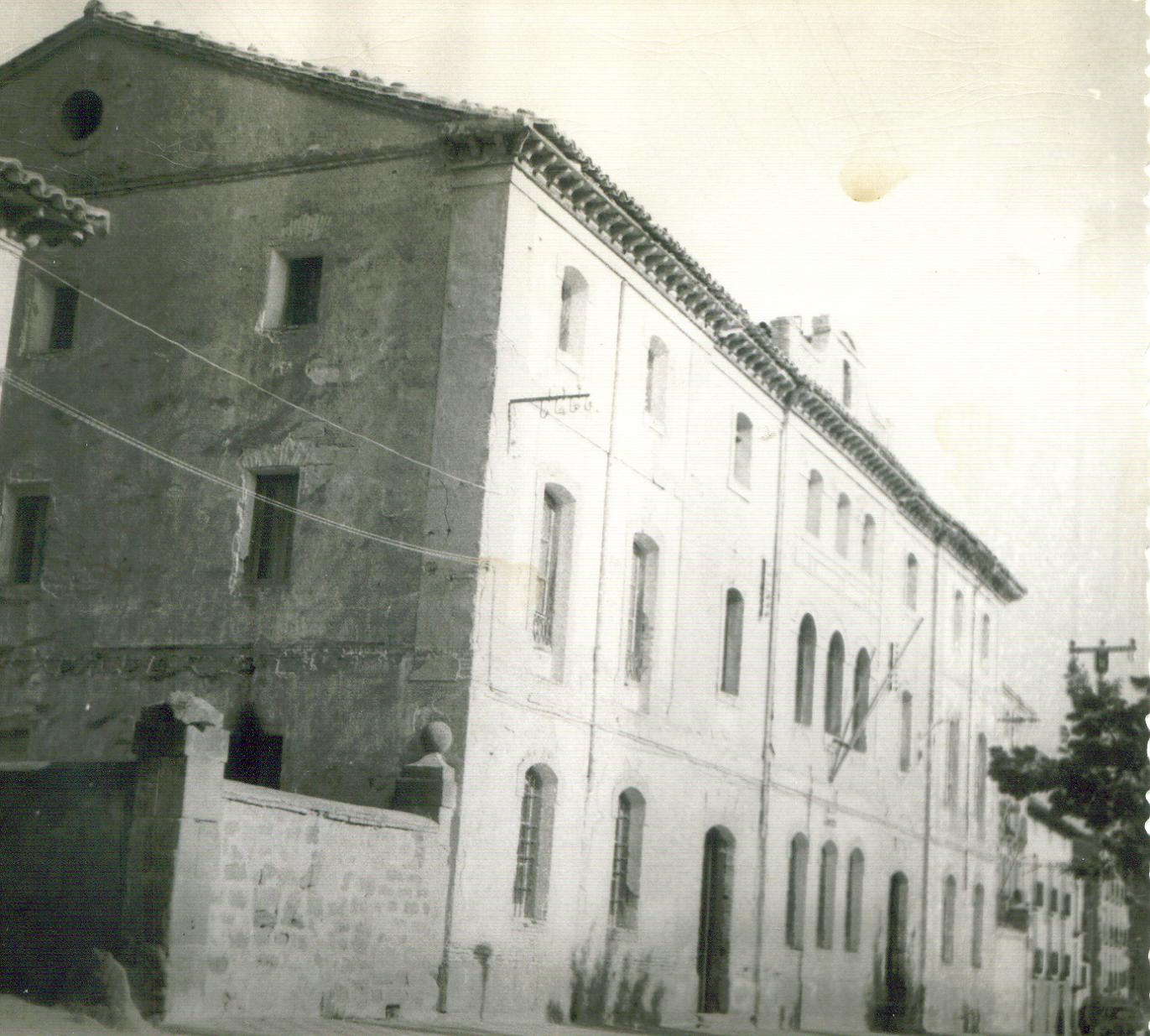
antigua casa-escuela

 El 7 de septiembre de 1882 están ya terminadas completamente las obras de la nueva casa-escuela de Ayerbe. Era Alcalde D. Pedro Corral
El 25 de enero de 1883 Se celebró la acostumbrada romería a la ermita de San Pablo, sin que ocurriera el menor incidente desagradable. Por la noche la "Sociedad de Recreo y Beneficencia" obsequió a los vecinos con una amena función teatral, poniendo en escena la celebrada comedia en tres actos "La mejor razón, la espada", y el gracioso sainete "El que nace para ochavo..." con regular éxito. Todos los actores cumplieron como buenos.
La campiña, en enero de 1883 a pesar del frío presentaba un aspecto halagüeño, permitiendo augurar una mediana cosecha. La de aceite fue escasa y los tres molinos de oliva que existían habían terminado el trabajo. Estaban en plena operación de cava de las viñas. Se vendían pequeñas partidas de vino con un precio de 12 a 13 reales cántaro.
El 23 de mayo de 1883 se casó d. Ricardo Monreal con dña. Carmen Duch.
El día 23 de junio de 1883 nombrado juez municipal de Ayerbe d. Mariano Soler.
En 1883 , en la alcaldía de Ayerbe subasta pública para contratar la construcción del alcantarillado, afirmado y colocación de aceras en la calle Nueva de dicha villa. El presupuesto de las obras fue de 14.398 pesetas 72 céntimos.
Durante la feria se solicitó bastante ganado vacuno, cabrio, de cerda y asnal, alcanzando los vendedores un resultado que superó sus esperanzas. El mercado, en parte, dependía de la parcial que lograra la feria de toda clase de ganado. Los montañeses bajaban con ganado y con el dinero de la venta se surtían en esta plaza de lo útil para la vida del año próximo.
La cosecha de vino en 1883 venía bien y de buena calidad.
En Ayerbe el día 5 de marzo de 1884 los republicanos de todos los matices conmemoraron juntos y con gran concordia y patriótico entusiasmo el fallido ataque carlista a Zaragoza que tuvo lugar el 5 de marzo de 1838.
En abril de 1884 se habla sobre las fiestas celebradas en Ayerbe con motivo de la inauguración de una ermita. Pudo ser la reedificación de la ermita de San Pablo.
El día 6 de junio de 1884 el coche-correo de Huesca a Jaca llegó con una hora de retraso, por haber volcado a la salida de Ayerbe. Algunos viajeros sufrieron ligeras contusiones.
En julio de 1884 se concedió a las escuelas municipales las vacaciones de la tarde, y la completa durante la primera quincena de agosto.
En la feria de Ayerbe de 1884, se hicieron muy contadas transacciones de ganado por el excesivo precio a que se ofrecía, resultado de las muchas demandas. La feria tuvo lugar con extraordinaria concurrencia de gentes, particularmente de la ribera izquierda del río Gállego, pues a los de la derecha les fue imposible acudir por haber arrastrado las últimas crecidas cuantos puentes y barcas les ponían en comunicación con la citada villa.
En octubre de 1884 hubo un incidente de extravío del presupuesto municipal para el ejercicio económico de la villa de Ayerbe.
En noviembre de 1884 los republicanos de Ayerbe ingresan 60 pesetas en una suscripción para erigir un mausoleo en el Cementerio de las Mártires de Huesca, dedicado a la memoria de Manuel Abad y compañeros, fusilados en los días 5 y 7 de noviembre de 1848.
El 30 de diciembre de 1884 el Cuerpo de Obras públicas proyectaba el arreglo de la travesía de Ayerbe.
Hasta el día 17 de enero de 1885 se hacen en Ayerbe distintos actos y colectas para socorrer las víctimas ocasionadas por los terremotos de Andalucía. El total recolectado fue de 1039 pesetas y 27 céntimos. Era alcalde d. Ramón Coiduras.
El 6 de febrero de 1885 en Ayerbe organizaron una función teatral, baile y rifa de un cordero y un pavo para recaudar fondos destinados a las víctimas de Granada y Málaga.
Para la festividad de la Virgen de Casbas del año 1885 acudieron a Ayerbe numerosas personas de las vecinas localidades y hubo procesión, refresco, presidido por el alcalde don Ramón Coiduras, función teatral y diversiones públicas muy favorecidas.
El 26 de junio de 1885 se verificó una subasta pública en la Secretaría de la alcaldía de Ayerbe, para contratar las obras de un Matadero público, cuyo presupuesto ascendía a la cantidad de ocho mil pesetas y sesenta y cinco céntimos.
Elegido alcalde de Ayerbe para el bienio 1885 - 1887 don Pedro Corral, recordado por su buena gestión anterior.
En 1885 Ayerbe fue una de las poblaciones no invadidas por la epidemia de cólera extendida por toda España (véase: Pandemias de cólera en España). Por acuerdo anticipado del Ayuntamiento de Ayerbe, previo consejo de la Junta Municipal de Sanidad, suspendió las fiestas de Santa Leticia que se debieran celebrar los días 8, 9, y 10 de septiembre y se cambió de fecha la feria de San Mateo que se venía celebrando los días 19, 20, y 21 de septiembre y se pasó a los días 9, 10 y 11 de octubre.
En España: El 25 de noviembre de 1885 falleció el rey Alfonso XII y comenzó la Regencia de María Cristina de Habsburgo-Lorena
El día 14 de enero de 1886 el alcalde de Ayerbe don Pedro Corral, mediante BANDO, llamaba la atención a los padres ayerbenses por el absentismo escolar de los jóvenes a la escuela nocturna.
El 23 de marzo de 1886 la cúpula republicana ayerbense la honran los señores: Ángel Vera, Ricardo Monreal, Ramón Coiduras, Pedro Corral, Babil Coiduras, Juan Álvarez, Lorenzo Giménez, Mariano Soler, Juan Domingo Ruiz, Gregorio Fontana, y dejaban claro que ellos defendían y votarían la candidatura de Don Emilio Castelar.
En las Elecciones generales de España de 1886 en Ayerbe salió una mayoría republicana.
19 de abril de 1886 En Ayerbe, la unanimidad de los concejales y contribuyentes que tomaron parte en la elección de compromisarios, dieron sus votos a don Ángel Vera.
El 25 de mayo de 1886 se propuso para una mención honorífica al maestro de párvulos de Ayerbe don Ambrosio Jíancera.
En la tarde del 28 de mayo de 1886 descargó un fuerte pedrisco en la campiña de Ayerbe, que causó grandes perjuicios en las cosechas.
El 10 de junio de 1886 se celebran funerales por el alma del que fuera párroco de Ayerbe, don Sebastián Esperanza. Desde Huesca acudió su antecesor en el puesto don Jaime Borra.
En julio de 1886 se terminó el matadero y el servicio de matacía de carnes fue convenientemente regularizado en Ayerbe. El nuevo edificio contaba con un sitio destinado exclusivamente a la matanza con separaciones debidas y el agua necesaria.
En la noche del 12 de septiembre de 1886 fue obsequiado D. Ángel Vera, por sus amigos de Ayerbe, con una brillante serenata con motivo de la elección en su favor de Diputado provincial.
Las fiestas de Ayerbe 1886 en conjunto correspondieron en animación y esplendidez a las celebradas en años anteriores y sin que afortunadamente registrarse ningún suceso desagradable.
La feria que se celebró en Ayerbe el año 1886 se vio muy favorecida por compradores y vendedores. La animación en la localidad fue grande.
En Ayerbe los hielos del día 17 y 18 de marzo de 1887 perjudicaron a los almendros ya en flor, dando por perdida su cosecha, que constituía un importante elemento de producción.
El día 3 de abril de 1887 el coche-correo arrolló, entre Murillo y Ayerbe, a un hombre que imprudentemente quiso subir a él en el momento en que la velocidad de su marcha y la situación del camino impedían pararlo rápidamente, como se esforzó en conseguirlo su experto conductor.
El día 30 de junio de 1887 cesó como alcalde de Ayerbe d.Pedro Corral y resto de concejales, cuya gestión dejó tan gratos y prósperos recuerdos en la Villa.
El día 1 de julio de 1887 se constituyó un nuevo Ayuntamiento en la villa de Ayerbe. A pesar de contar en él una mayoría republicana no pusieron dificultad alguna al nombramiento para Alcalde del electo D. Benigno Ponz, conservador o tradicionalista. Las principales reformas económicas proyectadas por algunos de los nuevos ediles, consistieron en: la supresión de los gastos de sostenimiento del alumbrado público, en la supresión del cargo de auxiliar de la Secretaría municipal y en la rebaja de la categoría de las escuelas públicas.
La villa de Ayerbe celebró en 1887 la feria de San Mateo. La concurrencia fue tan grande como la de años anteriores. En ella abundaron los vendedores, pero la escasez de transacciones avisó de que el malestar económico no se circunscribía a las comarcas de la parte baja de la provincia de Huesca, sino que también perturbaba y castigaba a la agricultura de todas las restantes. La feria en general fue floja.
Para el día 26 de septiembre de 1887 se habían presentado en Ayerbe varios casos de viruela, pero ni se propagaron en proporciones alarmantes, ni presentaron caracteres ni síntomas mortales.
En el Boletín Oficial de la Provincia de Huesca del día 30 de octubre de 1887 se publica un edicto del juzgado de primera instancia del partido de Huesca haciéndose saber:
que D. Domingo del Cacho solicita las siguientes inclusiones en las listas electorales para Diputados a Cortes:
- En la sección de Ayerbe Leandro Castro Lafuente, Domingo Soler Longaron, José Sarasa Gallego, Leonardo Lacambra Pérez, Mariano Lacambra Pérez, Mariano Rocha Torralba, Narciso Aguarod Alagón, Pedro Pradel López, Vicente Sarasa Gallego y Vicente Rocha Sarasa.

23 de diciembre de 1887 se declaran incluidas en el plan general de carreteras una que partiendo de la estación de Almudévar y pasando por Gurrea de Gállego, termine en Ayerbe.
En enero de 1888 los vinos de Ayerbe se cotizan de 32 a 35 pesetas el nietro (160 litros). Era alcalde de Ayerbe D. Benigno Ponz
Desde el 28 de julio de 1888 los viticultores de Ayerbe se apresuraron a combatir inmediatamente la plaga de mildiu por medio de la cal y el sulfato de cobre.
En septiembre de 1888 el Ayuntamiento de Ayerbe no dispuso nada de extraordinario en el programa de festejos para solemnizar los días de su patrona Santa Leticia
La alcaldía de Ayerbe declaraba libre de derechos la estancia de toda clase de ganados y puestos de venta en la feria de San Mateo.
En esta década llegó al término de Ayerbe, el tajo de la Compañía de Caminos de Hierro del Norte de España. Se acondicionó la explanada para albergar la estación de ferrocarril, con la apertura de una gran trinchera para el paso de la vía (de la estación a la Fontaneta). Sobresaliente el trabajo de canteros en el montaje de edificios y puentes. La estación de ferrocarril de Ayerbe contó con un gran muelle y almacenes para el acopio, carga y descarga de mercancías; depósitos para la aguada de las locomotoras de vapor.
En el año 1888, en la Exposición Universal de Barcelona, obtuvo medalla de 2.ª clase Francisco Pérez, de Ayerbe, por su vino tinto de garnacha. Medalla de 3.ª clase, por sus vinos tintos exentos de yeso: Lamberto Salcedo, Eusebio Panzano, Vicente Gállego, Ramón Pérez, José Sarasa, José Villamayor, Mariano Aguarod, Santiago Normante, León y Ramón Fontana, todos ellos de Ayerbe
En 1889 acudieron a la Exposición Universal de París varios viticultores de la comarca, y consiguió mención honorífica Lorenzo Giménez, de Ayerbe, que había concurrido con su excelente vino tinto de pasto.
El 17 de mayo de 1889 se resolvió satisfactoriamente la importante cuestión de las expropiaciones de los terrenos que afectaba el trazado de la vía férrea de Huesca a Francia por Canfranc, en el término de la villa de Ayerbe. Comprendían una extensión de doce kilómetros, que se realizaron en la forma más satisfactoria, conciliadora y equitativa, que podía apetecerse.
El 23 de mayo de 1889 con motivo del sarampión, y previos dictámenes de los ilustrados médicos de la villa y de la Junta local de primera enseñanza, se cerraron las escuelas de Ayerbe.
El 7 de junio de 1889 se pagaron en Ayerbe los importes de los justiprecios de las expropiaciones de los terrenos que ocupó en el término municipal de aquella villa, la línea férrea de Huesca a Francia por Canfranc. Ascendió a unas 50.000 pesetas.
El 17 de junio de 1889 paró en Ayerbe a su paso hacia Jaca la excelente banda de música del regimiento de infantería del Rey. El alcalde Sr. Ponz y otros distinguidos sujetos de aquella localidad costearon una abundante y suculenta comida a la que concurrieron, todos los individuos de la banda de música, quienes agradecidos por tales agasajos y correspondiendo a las insinuaciones de los aficionados a la buena música, ejecutaron en la plaza pública algunas de las bonitas piezas de su extenso y escogido repertorio.
En julio de 1889:
- en los extensos viñedos de Ayerbe causó tan grandes daños las enfermedades criptogámicas, que las uvas estaban ya en su mayoría secas y desprendidas muchas de los sarmientos, sin que, en vista de tales estragos, se tuviera esperanza de obtener el menor resultado de lo que era la principal riqueza de aquella comarca.
- bastante animación de forasteros la villa con motivo de los trabajos y obras del ferrocarril internacional a Francia. Destajistas, canteros, peones y ese contingente obligado de familias que al amparo del producto ganado por un padre de familia, seguían la errante vida del bracero.

El 7 de agosto de 1889 fue aprehendido cerca de Canfranc, Juan Lacambra y Lasierra vecino de Ayerbe y el presunto autor del crimen en la persona de Lorenzo Castan, de Losanglis, ocurrido a mitad de julio en los Ibones, cerca de Ayerbe.
En septiembre de 1889 se abrían los cimientos para el muelle de mercancías de la estación de ferrocarril de Ayerbe.

## 1890 - 1900
El día 20 de enero de 1890 está cimentada la estación de ferrocarril de Ayerbe. Trabajan 2000 obreros en los 124 kilómetros entre Huesca y Orante, estando la tercera parte enfermos por la epidemia de viruela.
Del 2 al 4 de junio de 1890 visitó Ayerbe el Obispo de Huesca Sr. Alda que administró el sacramento de la confirmación a 400 niños. Visitó y quedó sorprendido por la categoría de las nuevas escuelas. Era Alcalde d. Mariano Soler y Cura d. Bruno Castan.
Los días 12 y 13 de septiembre de 1890 visitó la ermita de la Virgen de Casbas y las iglesias de Ayerbe, Losanglis y Fontellas el entonces Obispo de Huesca Sr. Alda. En Losanglis salieron a recibirlo los niños que iban a hacer la Confirmación y se montaron varios arcos de triunfo en el recorrido que hizo el Prelado.
El 15 de noviembre de 1890, d. Primitivo Sagasta, ingeniero de la comisión facultativa del gobierno de España, inspeccionó las obras en construcción del Canfranc. Entre otras muchas obras comprobó que la estación de Ayerbe estaría terminada en ocho días.
En 1891 los efectos de la gran miseria que reina en toda la parte baja y media de la provincia se deja ya sentir, no solamente en el gran número de pobres que por todas partes acosan a los transeúntes pidiendo con mayor o menor humildad una limosna, sino que toma otro carácter en la seguridad personal de los que por las circunstancias de su profesión u oficio se ven obligados a vivir o transitar por los campos.
En enero de 1891 comenzó el asiento de vía entre Huesca y Ayerbe. El material de acero que se empleó era español. Las traviesas de roble tuvieron que ser importadas de Italia.
Hay servicio de coche a Huesca. Sale de Ayerbe por la mañana y vuelve por la noche.
La cosecha de vino se prepara buena pero las exportaciones a Francia se han paralizado.
En las Elecciones generales de España de 1891 en Ayerbe ganó la Coalición Republicana presidida en esta población por d. Ángel Vera.
Mayo de 1891 en la línea del Canfranc trabajan 5000 obreros que no hicieron la huelga del 1 de mayo.
El día 21 de junio de 1891 la Guardia Civil detiene en Ayerbe a dos de los secuestradores de d. José Ubieto, vecino de Anies.
A las once de la mañana del 30 de julio de 1891 entró en la estación de Ayerbe la locomotora número 405, la tan deseada locomotora, siendo saludada con los acordes de la banda de música y general repique de campanas, como precursora de incalculables beneficios futuros. Presenció tan solemne acto el alcalde D. Vicente Sarasa con una comisión del Ayuntamiento, un distinguido séquito y numerosas gentes atraídas por la novedad del suceso. El primer tren aparece en Ayerbe para comenzar unos años de gran actividad mercantil.
En septiembre de 1891 se pedía desde Ayerbe que la carretera de Ejea de los Caballeros a Uncastillo, se continuara por Luesia, Biel, Fuencalderas y Santa Eulalia de Gállego hasta Ayerbe. Otra que llegara desde Gallur pasando por Valpalmas, Ardisa, Biscarrués, Piedramorrera y Losanglis.
El día 9 de noviembre de 1891 asesinan a Pascual Abad, un joven ayerbense que trabajaba en el Canfranc y que bajaba desde Pardinilla con el dinero ganado a casa.
En diciembre de 1891 todas las autoridades de Ayerbe, el Ayuntamiento y centenares de vecinos acudieron al director general de Comunicaciones sr. Los Arcos después de haberse rebajado de categoría la clasificación de la estación de telégrafos de Ayerbe, para que se clasificara como lo estuvo desde su establecimiento, para ser dirigida por personal facultativo. También se pidió que siguiera en ella el oficial del cuerpo D. José Batalla y Bescós.
Tras seis años consecutivos de escasísimas cosechas en la comarca de Ayerbe, el año 1892 no fue mejor: los hielos de febrero destruyeron por completo la almendra, que en estos tiempos quitaba mucha hambre. Los hielos de principios de mayo se llevaron los dos tercios de la cosecha del vino y maltrataron la de cereales. La pertinaz sequía de toda la primavera y principio de verano desvaneció las ilusiones de los que contaban aun con el producto del trigo y aceite. Una tempestad de granizo, agua y vientos huracanados la noche del viernes 15 de julio
malmetió el viñedo que quedaba, desgració la hortaliza y arrastró mucha tierra de labor.
En septiembre de 1892 la Junta de Beneficencia rige y administra el Teatro local. Los actores aficionados, entre los que se encuentra Vicente Castro Les, no se sienten apoyados por dicha junta. Las Fiestas de Santa Leticia han estado flojas de actos. En la feria de San mateo de este año se vendieron más de 1000 cabezas de ganado vacuno y cercanas a las 200 de cerda. Las de caballar, asnal y mular estuvieron entre una y otra.
El 7 de diciembre de 1892 se concedieron a Ayerbe por el ministerio de la Gobernación 2000 pesetas de auxilios por los siniestros agrícolas.
El jueves 22 de diciembre de 1892 pasa por Ayerbe la locomotora que por primera vez llegará a Sabiñánigo.
El 28 de diciembre de 1892 se da la noticia de que el Consejo de ministros acordó el indulto de la pena de muerte para uno de los tres reos, soldados del regimiento de infantería del Infante, condenados por el Consejo de Guerra de Zaragoza, en la causa por asesinato del joven Abad de Ayerbe. Se han denegado los de los dos restantes porque a juicio del Consejo son reos en los que concurren circunstancias tan graves y de tal índole que imposibilitan el ejercicio de la real clemencia.
En el año 1893 y ante la necesidad de exportar los vinos del Somontano, también acudieron a la Exposición Mundial Colombina de Chicago, obteniendo premio un total de 28 productores de la provincia, entre los que se encontraba Ignacio Cinto, de Ayerbe.
El 3 de marzo de 1893 falleció en Madrid doña Caralampia Méndez de Vigo y Arizcum, condesa de Santa Cruz de los Manueles y esposa del marqués de Ayerbe. Enterrada en Alfranca, se celebraron funerales en la iglesia de Ayerbe el día 22 de septiembre al que asistieron el señor marqués y su hijo así como el Ayuntamiento de Ayerbe, el señor juez y el pueblo en general que llenaba el templo. Concelebraron la misa los sacerdotes de los pueblos colindantes a Ayerbe. El señor marqués dejó una suntuosa propina para los pobres de la Villa.
En abril de 1893 es nombrado Embajador de España en San Petersburgo el marqués de Ayerbe.
El 4 de mayo de 1893 más de 18 personas (en su mayoría mujeres) morían ahogadas al hundirse la barca-pontón que cruzaba el río Gállego desde San Eulalia. Eran 45 las personas que cruzaban para ir de rogativa por la escasez de lluvias. El peso y la fuerza de la corriente fueron las causas del accidente.
El 15 de julio de 1893 descarrila el Canfranero al chocar el tren con una carretilla de trabajos. En el accidente murió el maquinista. Se daba la circunstancia que se inauguraba ese día el servicio de correos de la ruta de Huesca a Jaca por la línea férrea del Canfranc.
La ventanilla de la estación de Ayerbe llega a dispensar una media de 90 o 100 billetes diarios.
En septiembre el Ayuntamiento de Ayerbe anunció: Que debido a la grave situación económica que atravesaban los ganaderos de la zona, suprimía para la feria de San Mateo el impuesto que venía cobrando en años anteriores.
El 11 de septiembre de 1893 hay quejas por el mal funcionamiento de la línea Tardienta - Jaca. En poco tiempo se han reventado 6 locomotoras y la comarca se retrae de viajar en ferrocarril. La compañía de los Caminos de Hierro del Norte es acusada de emplear locomotoras viejas y vagones deteriorados.
El 18 de septiembre de 1893 la compañía de los Caminos de hierro del Norte, publicó un aviso poniendo en conocimiento del público, que a partir del día 19 de septiembre, el tren correo número 362, con salida de Jaca a las dos quince de la tarde circularía con nuevos horarios:
Salida de Jaca, a las dos de la tarde; de Navasa (apeadero), a las dos doce; de Sabiñánigo (empalme para Panticosa), a las dos treinta y nueve; de Orna, a las dos cincuenta y siete; de Caldearenas-Aquilué, a las tres dieciséis; de Anzánigo, a las tres cuarenta y tres; de La Peña, a las tres cincuenta y nueve; de Ayerbe, a las cuatro treinta y dos; de Plasencia, a las cinco y siete; de Alerre, a las cinco veintiséis; de Huesca, a las cinco cuarenta y ocho; de Vicien a las seis cuatro, para llegar a Tardienta a las seis veintidós y empalmar con el tren correo de Barcelona a Zaragoza y Madrid.
El 19 de septiembre de 1893 un descomunal pedrisco arruinó el día de feria y los huertos. Una impresionante riada arrastró los huertos de la orilla del barranco de la Fontaneta.
El 26 de septiembre de 1893 el Gobierno civil de Huesca pasa una Circular haciendo pública la real orden que encarga la busca y captura de Cipriano Arteaga, preso fugado de la cárcel de Ayerbe.
El 13 de noviembre de 1893 salieron 18 de los reservistas ayerbenses llamados por los sucesos de Melilla (Guerra de Margallo)
El 2 de diciembre de 1893 el director general de Correos y Telégrafos ordenaba al Jefe de la sección telegráfica de Huesca que habilitara local, por cuenta del Estado, para la estación de Ayerbe, cuya importancia reconocía la administración.
El 22 de diciembre de 1893 La Dirección general de Obras públicas, autorizó al Ayuntamiento de Ayerbe para proceder al estudio y formación del correspondiente proyecto, en el plazo de un año, de la sección de carretera de Ayerbe a Ardisa. La ejecución de tan importante proyecto, corrió con cargo a comerciantes y agricultores de Ayerbe, Piedramorrera, Biscarrués y Ardisa, principales interesados en dicha sección de carretera.
El 8 de junio de 1894 se aprueba el proyecto de carretera desde Bolea por Aniés y Sarsamarcuelo a la estación de Ayerbe.
El 22 de julio de 1894 Obras públicas señaló el plazo de 30 días para reclamar contra la concesión de agua, afluente del río Seco, en términos de Ayerbe, con destino a las necesidades de la estación del ferrocarril.
En septiembre de 1894 :
- Se pidió dictamen a la Junta Consultiva sobre el expediente de concesión a la villa de Ayerbe y a la Compañía de los caminos de hierro del Norte del aprovechamiento simultáneo de todo el caudal de las aguas del río Ayerbe para el abasto directo de aquel vecindario, dentro del casco de la población, y de la estación de la línea férrea de Huesca a Jaca.
- Apareció el primer número de "El Adelanto" periódico independiente, de noticias, literatura o intereses locales, que fundó en Ayerbe Vicente Castro Les.

El 6 de octubre de 1894 emite una circular de orden público el Gobierno Civil a la busca y captura del individuo
perteneciente a la primera brigada de Sanidad militar del quinto cuerpo del ejército, Rafael Sanclemente Marcuello, natural y vecino de Ayerbe, como desertor.
Noviembre de 1894 la vendimia, fue buena, con frutos y mostos de primera calidad.
En diciembre de 1894 Obras públicas resolvió favorablemente la concesión de aguas públicas solicitada por la Compañía de los Caminos de hierro del Norte y el Ayuntamiento de Ayerbe, para el simultáneo aprovechamiento de las aguas de Fontoval.
En enero de 1895:
- Por la Dirección general de Obras públicas se autorizó a la Compañía de ferrocarriles del Norte aprovechar 309 metros cúbicos por día, equivalentes a 3576 litros por segundo, de aguas del arroyo Fontoval, destinando 50 metros cúbicos diarios al servicio de la estación del ferrocarril en Ayerbe, y el resto para el abastecimiento y riegos de la villa.

Los gastos ocasionados por la inspección de las obras correrían de cuenta de la compañía concesionaria
- Anuncio de la jefatura de Obras públicas de la provincia abriendo una información por treinta días para los estudios del proyecto de carretera de Ayerbe a Ardisa (de la carretera de tercer orden de Ayerbe a la villa de Ejea de los Caballeros, por Piedramorrera, Biscarrués, Ardisa y Erla.)

El 4 de mayo de 1895 se cantó misa de Réquiem en solemnes funerales en recuerdo de las víctimas del crucero Reina Regente. Celebró el párroco de Ayerbe d.Bruno Castán y acudió el Ayuntamiento y todo el pueblo.
En mayo de 1895 el ayerbense Domingo Ruiz presentó un arado con la marca "Ruiz" que tuvo buena aceptación entre los agricultores. En su construcción se tuvieron presentes los más mínimos detalles y el peso, en los tres tamaños que ofrece es de 34, 25 y 20 kg respectivamente, pudiendo adaptarse el timón a la altura de las caballerías de arrastre. Su mecanismo era muy sencillo y su manejo no ofrecía dificultad alguna, pudiendo ser reparado en cualquier herrería de pueblo.
En julio de 1895:
- El pedrisco destruyó por completo las cosechas de vino y aceite. Hay que agregar el mal originado por las aguas torrenciales que causaron grandísimos destrozos, arrastrando mieses y llevándose la tierra de labor.

El 28 de julio de 1895 en las proximidades de Ayerbe, fue secuestrado durante unas horas el rico propietario de Concilio d. Domingo Auría. Acompañado de dos hijos de corta edad y de un criado, fue sorprendido por unos hombres que lo retuvieron hasta que el criado volvió con el dinero que tenía en casa.
El día 12 de septiembre de 1895Paso de Castelar en tren, de vuelta del Mediodía francés con dirección a Valls. Toda la población de Ayerbe esperaba en los andenes para saludarlo. Dicen las crónicas que bajó D.Emilio Castelar , saludo y estrechó la mano a todos los que le alcanzaron. Era alcalde de Ayerbe D. Eusebio Moreno
El día 15 de septiembre de 1895 se añade a la Sociedad de la Sarda el monte de Monforrobal.
El 5 de noviembre de 1895 condenados a una pena de cadena perpetua los cinco secuestradores de d. Domingo Auría. Se daba la circunstancia de que tenían antecedentes.
El 8 de noviembre de 1895 la jefatura de Obras públicas de la provincia aprobó definitivamente el proyecto del trozo de carretera de Ayerbe a Ardisa.
El 22 de noviembre de 1895 la comisión provincial admitió la escusa del cargo de concejal del Ayuntamiento de Ayerbe a d. Edesio Ubieto Cabez, por existir incompatibilidad entre este cargo y el de Juez municipal suplente que el interesado desempeñaba.
Comienza 1896 con el ánimo embargado por las preocupaciones que anteceden a una invernada de penuria y escasez.
El 13 de julio de 1896 pasó a las secciones del Congreso, una proposición de ley pidiendo la inclusión en el plan general de carreteras del Estado, una que partiendo de la Villa de Ayerbe y pasando por el Molinaz, Santa Eulalia de Gállego y Fuencalderas, empalmara en el término municipal de Biel, con la de Uncastillo.
La feria de San Mateo de 1896 acusó la falta de dinero en los feriantes. No se hicieron buenos negocios ni por parte de los compradores ni de los vendedores.
En la cosecha de vino de 1896, en la comarca de Ayerbe los franceses ofrecen - en lagar - 26 pesetas por nietro (160 litros), llegando a pagarse en octubre hasta 29 pesetas y 75 céntimos por nietro.
El 20 de enero de 1897 fueron encargados los Sres. D. Federico Villasante y D. Santos Acín de la redacción del proyecto, y del presupuesto y condiciones para subasta, de las obras de la conducción de aguas potables al interior de Ayerbe desde la toma de la cañería de abasto de la estación férrea de aquella villa.
El 12 de marzo de 1897 vuelve, por enfermo de Cuba el soldado ayerbense Ramón Castillo.
El 27 de marzo de 1897 terminó el arquitecto Sr. Villasante el estudio del proyecto de conducción de aguas potables al interior de la villa de Ayerbe. Fue un trabajo notable. La Junta de regantes que tuvo la iniciativa de tan importante mejora, contrató en pública subasta la ejecución de las obras. El día 11 de mayo se verificaría la subasta para la contratación y ejecución de las obras.
- Se tomaron las aguas en la cañería de las de surtido a la estación del ferrocarril, por derecho así estipulado al cederse a la compañía del Norte el caudal preciso para sus servicios.
- Con dos grandes fuentes de piedra (una en cada plaza), proyectadas con mucho gusto, y una de hierro (en el barrio medio), de las llamadas de vecindad, se hizo el abasto de la población. También se establecieron varias bocas para riego y extinción de incendios.

El 16 de abril de 1897 publica El Diario Oficial del Ministerio de la Guerra los soldados fallecidos en cuba en los meses de octubre y noviembre de 1896, en el aparece el soldado ayerbense Juan Sarasa Martínez que falleció del vómito en La Habana el 31 de octubre.
La cosecha de almendras se prometía buena,
No se recogió la gran cosecha de cereal que se esperaba, pero sí una mediana.
La cosecha de vino no es mala pero algunas viñas comienzan a ser atacadas por el Mildiu
El 16 de septiembre de 1897 autorizó el ministro de la Guerra el estudio del proyecto de carretera de Ayerbe a Biel, cuya concesión solicitó a la Dirección General de Obras públicas D. Francisco Gavín.
En las Ferias de Ayerbe puede decirse, con fundamento, que todo lo allí presentado se vendió. En el ganado hubo un regular número de transacciones a precios remuneradores, y, por lo general, al contado.
El 29 de septiembre de 1897 el Ministerio de Hacienda autorizó los créditos necesarios para la obra de la carretera de Ayerbe a Ardisa.
Circular del Gobierno Civil encargando la busca y captura del vecino de Ayerbe Mariano Fontana, de 26 años de edad, autor de herida grave inferida a su convecino Simón Latorre la tarde del 26 de octubre de 1897
El 25 de enero de 1898 se celebró con multitud de peregrinos de pueblos comarcanos y algunos oscenses (acudían a gracias recibidas al apóstol) la fiesta de San Pablo.
El 6 de febrero de 1898 se cantó en Ayerbe un Te Deum solemnísimo por la paz de Filipinas.
Durante el año 1898 serán muchos los soldados ayerbenses llegados de Ultramar: Ruperto Pradel Jiménez, Juan Abadía López, Juan Arena Ena, Antonio Vera Pérez
El 20 de febrero de 1898 autorizó la Jefatura de Obras públicas de Huesca, la confrontación del estudio del
proyecto de carretera, redactado por concesión particular solicitada por D. Francisco Gavín, de Ayerbe a Biel. La efectuó el Ingeniero don Severino Bello.
El 26 de febrero de 1898 el anuncio de subasta del trozo de carretera de Ayerbe a Ardisa. Se verificará el 16 de abril. Su presupuesto de contrata asciende a la suma de 295.876'96 pesetas.
En las elecciones generales a Cortes del día 27 de marzo de 1898, en Ayerbe no hubo mucha animación, resultando una votación regular llevada en medio de la más completa tranquilidad. Salió una mayoría de votos Liberales.
El día 2 de mayo de 1898 por gestiones del diputado a Cortes, Sr. Camo, se ordenó por la Dirección general de Obras públicas el estudio del proyecto de la carretera de Bolea a Ayerbe.
El 13 de junio de 1898 publica El Diario Oficial del Ministerio de la Guerra los soldados fallecidos en cuba, en el aparecen: El soldado ayerbense Mariano Sarasa Juncosa, de enfermedad, en Santa Clara el 23 de junio de 1897; el soldado ayerbense Guillermo Tejedor que falleció del vómito en Candelaria el 4 de enero de 1898; el soldado ayerbense Juan Sarasa Martínez, del vómito, en La Habana; Benito Torres Sierra, del vómito, en Santa Clara
En la primera quincena de junio de 1898 los precios del vino de Ayerbe continuaban firmes y la extracción tuvo verdadera importancia por el puerto de Canfranc, por donde circularon infinidad de carros que cargaron con frecuencia en Ayerbe; cuyos caldos eran muy solicitados por las excelentes condiciones de color, grado y extracto que poseían. El precio estaba en 25 a 28'5 pesetas el hectolitro.
El día 17 de junio de 1898 hubo un robo en el almacén del importante y muy acreditado comercio de tejidos del Sr. Duch, en Ayerbe. Se detuvo a los ladrones, días más tarde, en la ciudad de Alcañiz. Los carros atestados de géneros procedentes del robo de Ayerbe eran tres, con trece individuos entre hombres y mujeres.
El día 24 de junio de 1898 fallecció Dña. Antonia Cajal, esposa del conocido y acreditadísimo médico D. Justo Ramón, y madre del sabio histólogo y catedrático eminente de la Universidad Central D. Santiago y del profesor de Cádiz, D. Pedro. En Ayerbe causó hondo pesar.

## Elecciones de diputados provinciales
Se efectuaron el día 11 de septiembre de 1898

### Resultados
Candidatos liberales
- D. Ángel Vera 528 votos
- D.Domingo del Cacho 444 votos
- D. Miguel Abiol 391 votos
- D. Luis Fuentes 359 votos

Candidatos conservadores
- D. Victorián Coarasa 2 votos.
- D. José María Álvarez 1 votos

Equivalentes a votantes:
- Liberales....... 574
- conservadores 2

La Feria de Ayerbe estuvo muy animada. El ganado vacuno y de cerda que se presentó a la venta fue abundante y se cotizó a precios elevados, siendo a pesar de esto numerosas las transacciones, de modo que puede decirse que en 1898 resultó una buena feria.
El 20 de noviembre de 1898 la Dirección general de Obras públicas, previo dictamen de la Junta consultiva del ramo, aprobó definitivamente el proyecto técnico del primer tramo de la carretera de Ayerbe a Biel.
Durante este año hay un goteo permanente de soldados repatriados de Filipinas.
El 4 de abril de 1899 firma de S. M. un decreto aceptando la dimisión que hizo del cargo de embajador en San Petersburgo el marqués de Ayerbe.
El 15 de abril de 1899 en Ayerbe se heló una cuarta parte del viñedo, también se arruinó por completo la florescencia y brote de los almendros, cuyos rendimientos en épocas bonancibles constituían casi exclusivamente el recurso del labrador pobre.
El 15 de mayo de 1899 las elecciones municipales en la villa de Ayerbe fueron completamente tranquilas. Se presentó una sola candidatura y recayó la elección de los cinco puestos a que comprendía la votación en propietarios y agricultores genuinamente liberales.
2 de julio de 1899 PROPOSICIÓN DE LEY Artículo único. Se declara incluida en el plan general de carreteras del Estado, de tercer orden, de la provincia de Huesca:
- Una que, partiendo de la de Ayerbe a Bolea y pasando por la aldea de Santa Engracia de Loarre, por el pueblo de Sarsamarcuello y por la estación férrea de Riglos, enlace en el puente de Murillo sobre el río Gállego con la de Zaragoza a Francia.

Agosto de 1899: entre los planes de obras cuya construcción se emprendió en el ejercicio de 1899-1900, se hallaba la carretera de Ayerbe a Bolea, cuyo presupuesto fue de 430.618'98 pesetas.
En septiembre de 1899:
- En algunas viñas del término de Ayerbe reapareció la plaga del mildiu. El tiempo bochornoso facilitaba su propagación. Mucha preocupación por el primer elemento de la riqueza agrícola local.
- La feria Por las buenas cosechas de los dos últimos años, los pequeños propietarios se animaron a remediar la necesidad que sentían de poseer caballerías propias para la labor de sus fincas. Siendo considerable la demanda, el ganado tomó desde el primer instante precios en la plaza desconocidos, y el número de transacciones realizadas alcanzó una cifra nunca igualada en anteriores ferias. Vendiéronse de setenta a ochenta mulas, ganado de cuya especie apenas había ejemplares en anteriores ferias. El ganado asnal fue el que batió el récord de los precios; Fueron numerosísimos los vendidos. Las cabezas de vacuno, que siempre fueron el nervio de esta feria, acudieron en la misma proporción de años anteriores. Una gran feria, mucho dinero, mucho ganado y muchísimas operaciones; concurrencia extraordinaria de feriantes.

En 1900 Ayerbe tenía 2546 habitantes.
En el año 1900 era alcalde de la Villa Lamberto Salcedo Langlés.
En febrero de 1900 Las fiestas del Carnaval, transcurrieron en Ayerbe, como siempre sin grandes novedades; por las calles mascarones dando latas a los transeúntes y sólo alguna que otra máscara vestida con gusto. Donde hubo brillantez, buen gusto y alegría fue en los bailes de ambos casinos que constituyeron la verdadera nota del Carnaval; la gente joven de uno y otro sexo se divirtió sin incidencias destacables. El domingo de Piñata una comparsa estudiantil salió a postular por las calles de la villa, dedicando el producto de la colecta en beneficio del Hospital de pobres de la localidad.
En marzo de 1900
- en Ayerbe hay una alarma generalizada por el ataque a personas y animales de perros salvajes rabiosos.
- El joven artista ayerbense José María Ortas, envió a Madrid, un bastón de boj destinado a figurar en la la Exposición Universal de París. En el palo labró durante un año, en relieve, la vida de Jesús. El bastón, que por lo preciso y limpio del trabajo parecía de marfil, iba encerrado en una caja de aristas de nogal y caras de cristal biselado, girando el objeto expuesto por una de las bases de ésta, a fin de facilitar el examen en conjunto y en sus más mínimos detalles.

Condenado Mariano Aguarod, de Ayerbe, a la pena de ocho años de prisión mayor, accesorias y mil pesetas de indemnización a favor de la familia del interfecto por asesinar con nueve cuchilladas a Manuel Forcada, también de Ayerbe, el día 13 de abril de 1900.
El día 10 de mayo de 1900 a las doce del mediodía cerró el comercio de Ayerbe en conformidad de la manifestación de protesta iniciada por la Unión Nacional.
El 14 de mayo de 1900 falleció en Ayerbe don Juan Álvarez Almárcegui, cortador y fundador de la carnicería de Casa Juanico.
El 29 de julio de 1900 de regreso de las maniobras que habían realizado en el Pirineo, llegaron a Ayerbe, primeramente el tercer batallón de Infantería de Montaña, y más tarde la unidad de puentes del Regimiento
de Pontoneros. A las siete y treinta minutos próximamente se procedió a la distribución de alojamientos. Se hizo en la plaza una misa de campaña a la que asistieron militares y pueblo en general (dice la crónica que especialmente las muchachas). La banda militar interpretó por la tarde varias piezas que con la multitud de militares recién llegados dieron un ambiente festivo.
El 5 de septiembre de 1900 se publica por primera vez en la prensa un programa completo de las Fiestas de Santa Leticia. No hay conocimiento anterior de la existencia de la comparsa de Gigantes y cabezudos de Ayerbe
En 1900 en la Feria:
- Por ferrocarril llegaron 10 000 kg de frutas para la venta en la plaza.
- Hubo multitud de transacciones de ganado vacuno, mular y de cerda, cotizándose el primero a elevados precios.
- Durante la feria llegó a pagarse 7 pesetas y 90 céntimos por fanega de almendras
- Se sacrificaron en el matadero municipal y se expendieron para el consumo público 16 grandes cerdos, sin satisfacerse por completo las demandas de venta al detal en las tablajerías.
- El 19 de septiembre llegó a Ayerbe en el tren correo, a pasar los días de feria, el sabio Dr. D. Santiago Ramón Cajal, y se hospedó en casa de su buen amigo Juan Domingo Ruiz.
- Se dispararon cuatro tiros en plena plaza, resultando herido un vecino de Agüero que no tenía intervención alguna en una pelea entre gitanos y que murió horas más tarde a consecuencia del disparo en el vientre. Después de detener la guardia civil a algunos de los protagonistas del incidente, no se veía ya ningún gitano en las calles de la villa.